# Кольцо Эйнштейна

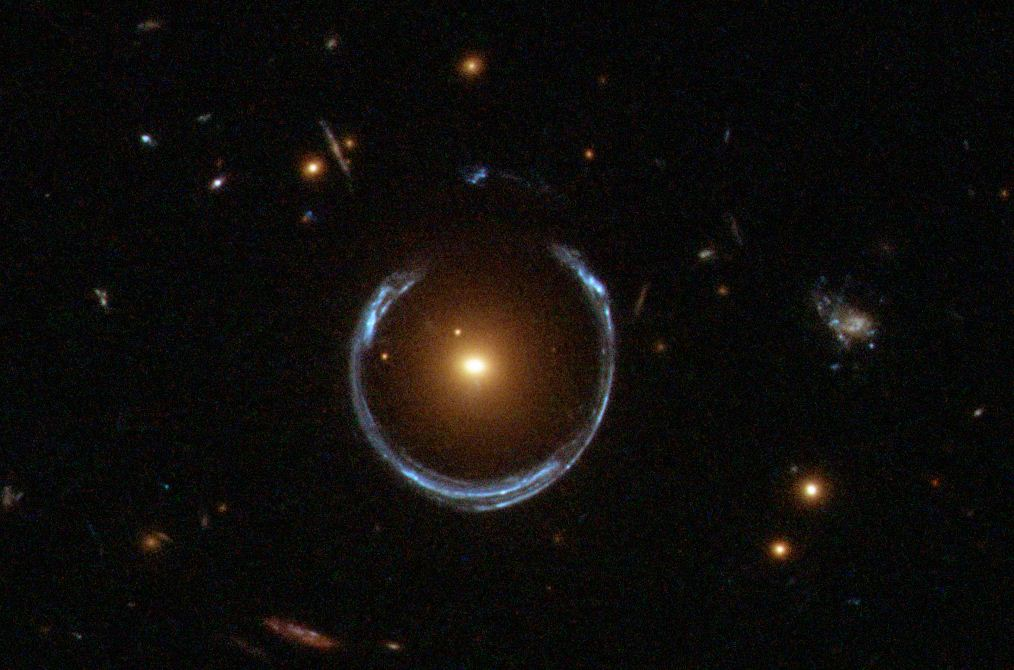
Космическая подкова (снимок телескопа «Хаббл»)

Кольцо Эйнштейна, также кольцо Эйнштейна — Хвольсона — изображение какого-либо источника света (галактика, звезда и т. п.), искажённое до кольцеобразной формы под действием более близкого объекта очень большой массы (например, другой галактики или чёрной дыры) в результате гравитационного линзирования. Явление возникает, когда источник излучения, объект-линза и наблюдатель находятся на одной прямой.
Первое полное кольцо Эйнштейна, обозначаемое B1938+666, было открыто в рамках совместной работы астрономов Университета Манчестера и наблюдателей на телескопе Хаббл в 1998 году.

## Введение
Гравитационное линзирование предсказано Альбертом Эйнштейном в рамках общей теории относительности. Свет от источника движется не строго по прямой линии (в трёхмерном пространстве), но его траектория изгибается при наличии массивного тела, искривляющего пространство-время. Кольцо Эйнштейна представляет собой особый тип гравитационного линзирования, вызванного точным расположением источника, линзы и наблюдателя вдоль одной прямой. Такая конфигурация приводит к симметрии изображения вокруг объекта-линзы и выглядит как кольцеобразная структура.

Геометрия гравитационной линзы

Размер кольца Эйнштейна задаётся радиусом Эйнштейна. В радианах его значение равно
{\displaystyle \theta _{1}={\sqrt {{\frac {4GM}{c^{2}}}\;{\frac {d_{LS}}{d_{L}d_{S}}}}},}
где
{\displaystyle G} — гравитационная постоянная,
{\displaystyle M} — масса линзирующего объекта,
{\displaystyle c} — скорость света,
{\displaystyle d_{L}} — угловое расстояние до линзы,
{\displaystyle d_{S}} — угловое расстояние до источника
{\displaystyle d_{LS}} — угловое расстояние между линзой и источником.
Заметим, что в общем случае {\displaystyle d_{LS}\neq d_{S}-d_{L}}.

## История

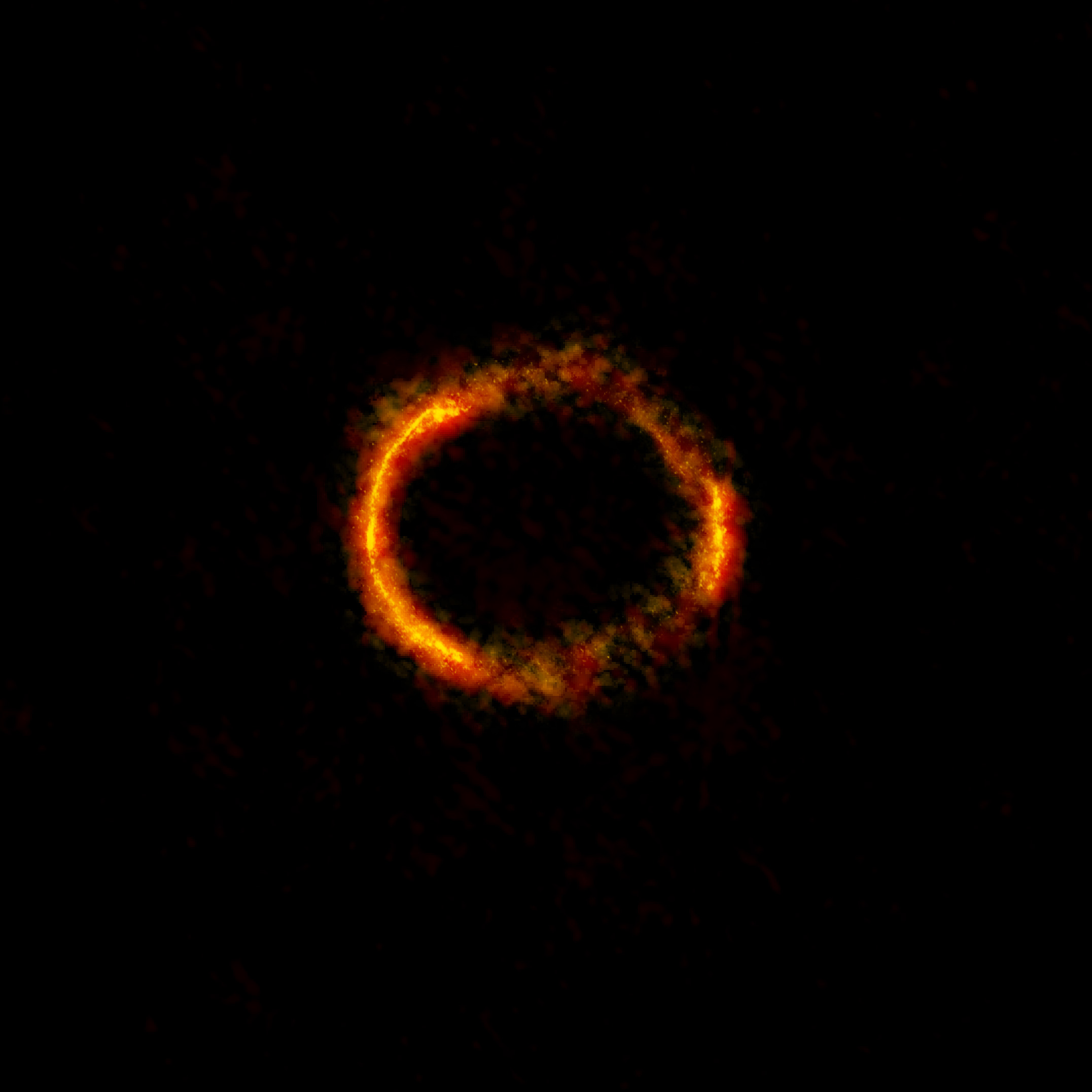
Результат гравитационного линзирования галактики SDP.81, полученный телескопами ALMA

Искривление света гравитирующим телом было предсказано Альбертом Эйнштейном в 1912 году, за несколько лет до публикации общей теории относительности в 1916 году (Renn et al. 1997). Кольцеобразное явление впервые было упомянуто Орестом Хвольсоном в короткой статье 1924 года, в котором автор указывал на «эффект гало», возникающий при расположении источника, объекта-линзы и наблюдателя вдоль одной прямой. Эйнштейн отметил этот эффект в 1936 году в статье, идея которой была навеяна письмом чехословацкого инженера Р. В. Мандля, при этом утверждая, что наблюдать такое явление практически невозможно из-за необходимости как точного расположения объектов и наблюдателя вдоль одной прямой, так и малой разрешающей способности инструментов наблюдения. Однако Эйнштейн рассматривал только линзирование света звёздами, а такое явление действительно маловероятно наблюдать. Но линзирование галактиками или чёрными дырами наблюдать проще вследствие большего размера кольца Эйнштейна.
На данный момент, по-видимому, не было наблюдений линзирования света звезды другой звездой, но существует 45 % вероятность пронаблюдать такое явление в начале мая 2028 года, когда Альфа Центавра A пройдет между Солнцем и более далёкой красной звездой.

### Известные кольца Эйнштейна

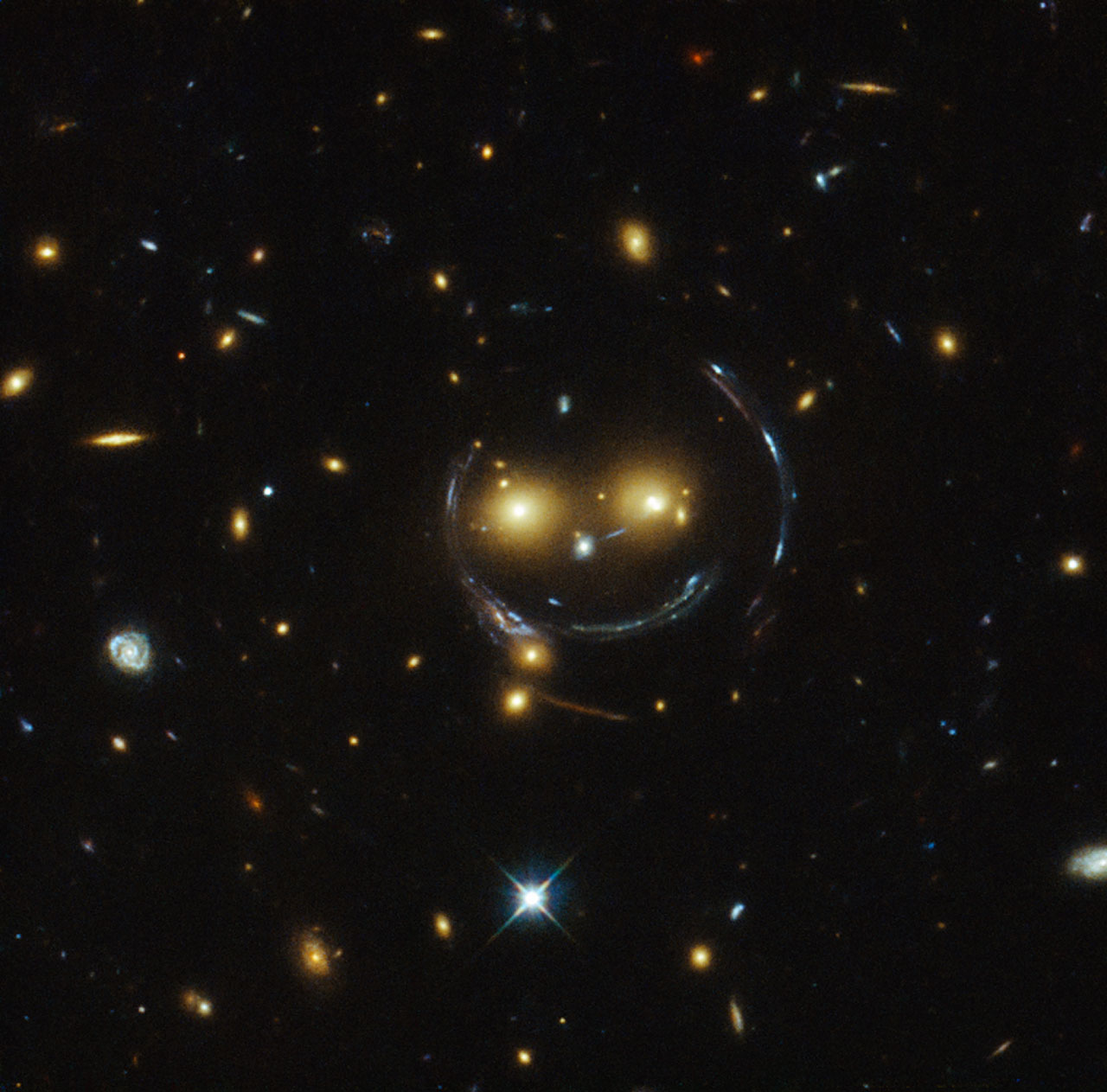
«Смайлик» или «Чеширский Кот»: изображение скопления галактик (SDSS J1038+4849) и результата гравитационного линзирования ими (кольцо Эйнштейна), открытое международной группой исследователей, снимок телескопа Хаббл

В настоящее время известны сотни явлений гравитационного линзирования. Среди них есть фрагменты колец Эйнштейна с диаметрами до нескольких угловых секунд. Поскольку в общем случае распределение массы в объекте-линзе не является абсолютно осесимметричным или же источник, линза и наблюдатель не находятся строго на одной прямой, то мы редко наблюдаем идеальное кольцо Эйнштейна. Большинство колец было открыто в радиодиапазоне.
Первое кольцо Эйнштейна открыли Хьюитт и др. (1988), наблюдавшие радиоисточник MG1131+0456 на телескопах Very Large Array. Наблюдение показало, что квазар линзируется близкой галактикой, что приводит к возникновению двух очень похожих изображений одного и того же объекта. Изображения вытянуты вокруг объекта-линзы в почти полное кольцо .Такие двойные изображения также могут быть следствием неколлинеарного расположения источника, линзы и наблюдателя.
Первым открытым полным кольцом Эйнштейна стало B1938+666, обнаруженное Кингом и др. (1998) по оптическим данным после наблюдения линзы, проведенного на инструменте MERLIN. Галактика, чьё влияние приводит к формированию линзированного изображения B1938+666, является старой эллиптической галактикой, а линзируемый объект представляет собой тёмную карликовую галактику-спутник, которую в отсутствии линзирования мы не смогли бы пронаблюдать при современной технике.

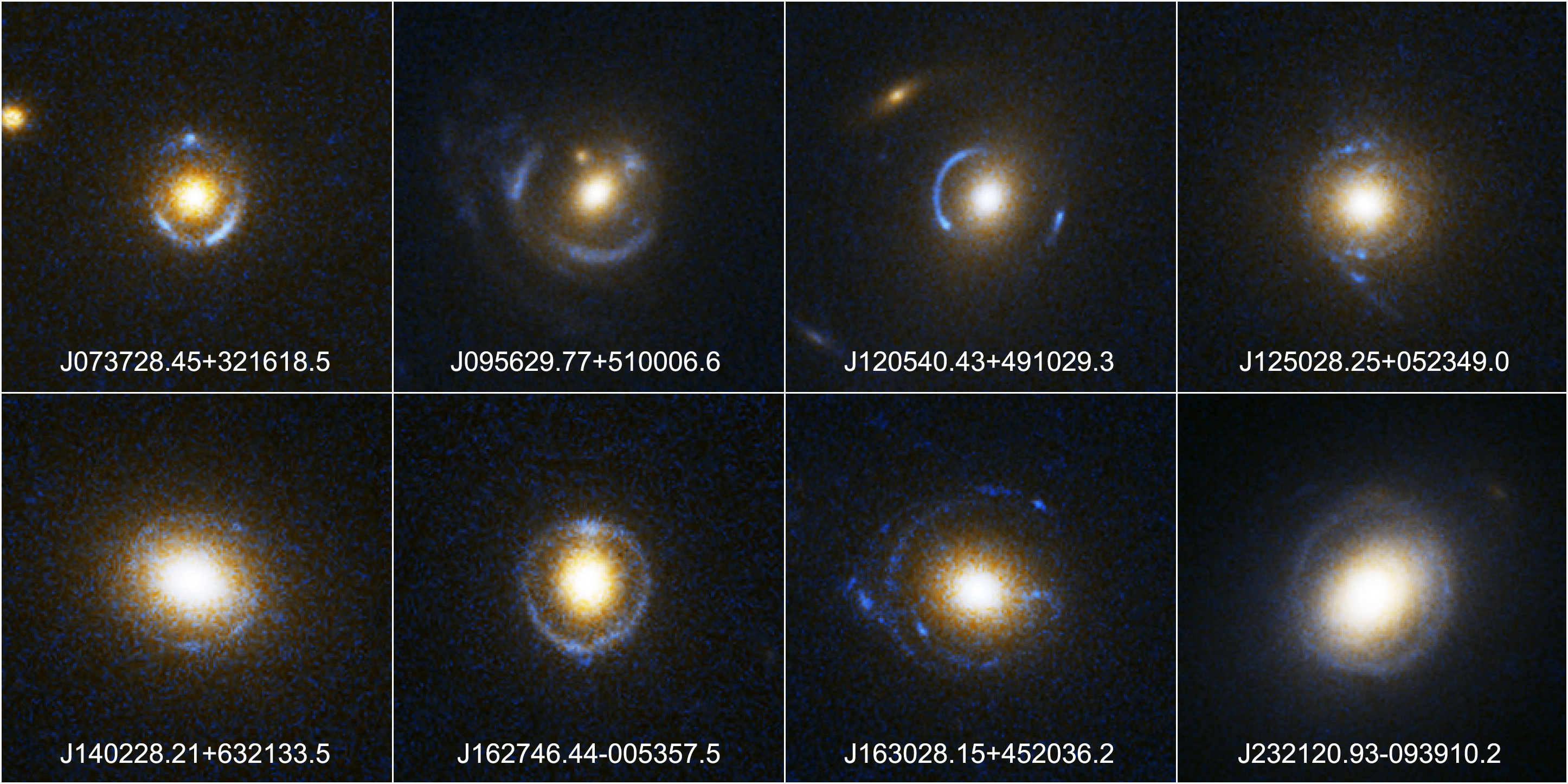
Некоторые кольца Эйнштейна, наблюдавшиеся в обзоре SLACS

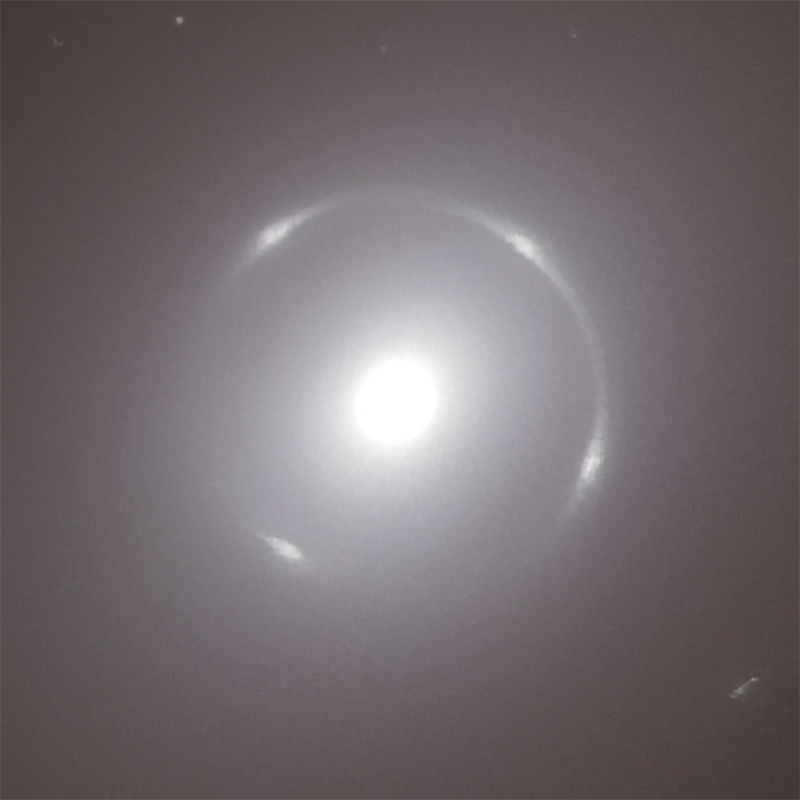
Центр галактики NGC 6505 с полным кольцом Эйнштейна, его диаметр 5 угловых секунд

В 2005 году совместная работа в рамках обзора Sloan Digital Sky Survey (SDSS) и телескопа Хаббл использовалась в обзоре Sloan Lens ACS (SLACS), что привело к обнаружению 19 новых гравитационных линз, 8 из которых обладали кольцами Эйнштейна, они показаны на изображении справа. По состоянию на 2009 год в рамках обзора были найдены 85 гравитационных линз. Данный обзор позволил обнаружить наибольшее количество колец Эйнштейна в оптическом диапазоне, среди которых
- FOR J0332-3557, открытое Remi Cabanac и др. в 2005 году,[15] примечательно большим красным смещением, что позволяет использовать объект для исследования ранних этапов развития Вселенной.
- «Космическая подкова» является частичным кольцом Эйнштейна, наблюдавшимся у линзы LRG 3-757, крупной яркой красной галактики. Открыто в 2007 году В. Белокуровым и др.[16]
- SDSSJ0946+1006, «двойное кольцо Эйнштейна» открыто в 2008 году Рафаэлем Гавацци и Томассо Трю[17] и примечательно наличием нескольких колец вокруг одной гравитационной линзы.

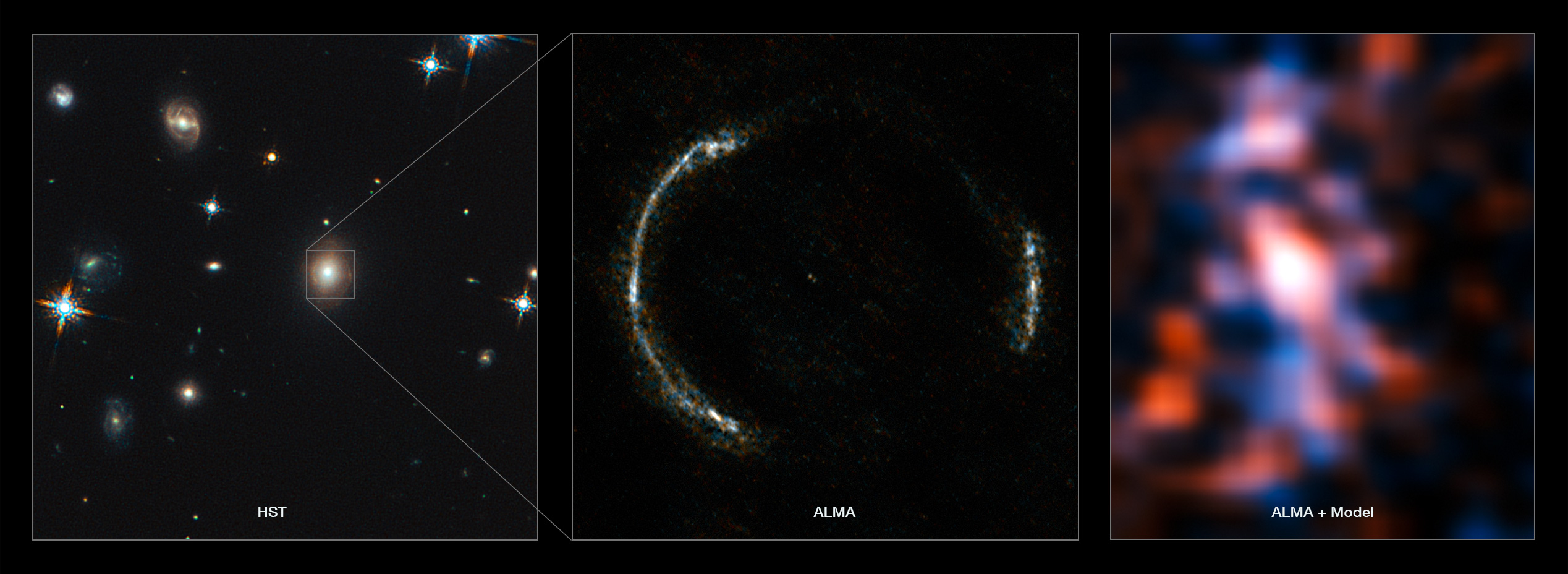
Кольцо Эйнштейна SDP.81 и линзированная галактика

- Другим примером является радио-/рентгеновское кольцо вокруг PKS 1830—211, неожиданно яркое в радиодиапазоне[19]. Кольцо открыли в рентгеновском диапазоне Varsha Gupta и др. по наблюдениям телескопа Чандра[20] Это первый случай наблюдения квазара, линзированного видимой почти плашмя спиральной галактикой.[21].
- Также существует радиокольцо вокруг галактики MG1654+1346, изображение в кольце является изображением радиолопасти квазара, открытого в 1989 году G.Langston и др.[22]
- Полное кольцо Эйнштейна открыто вокруг ядра близкой эллиптической галактики NGC 6505[23].

## Кратные кольца

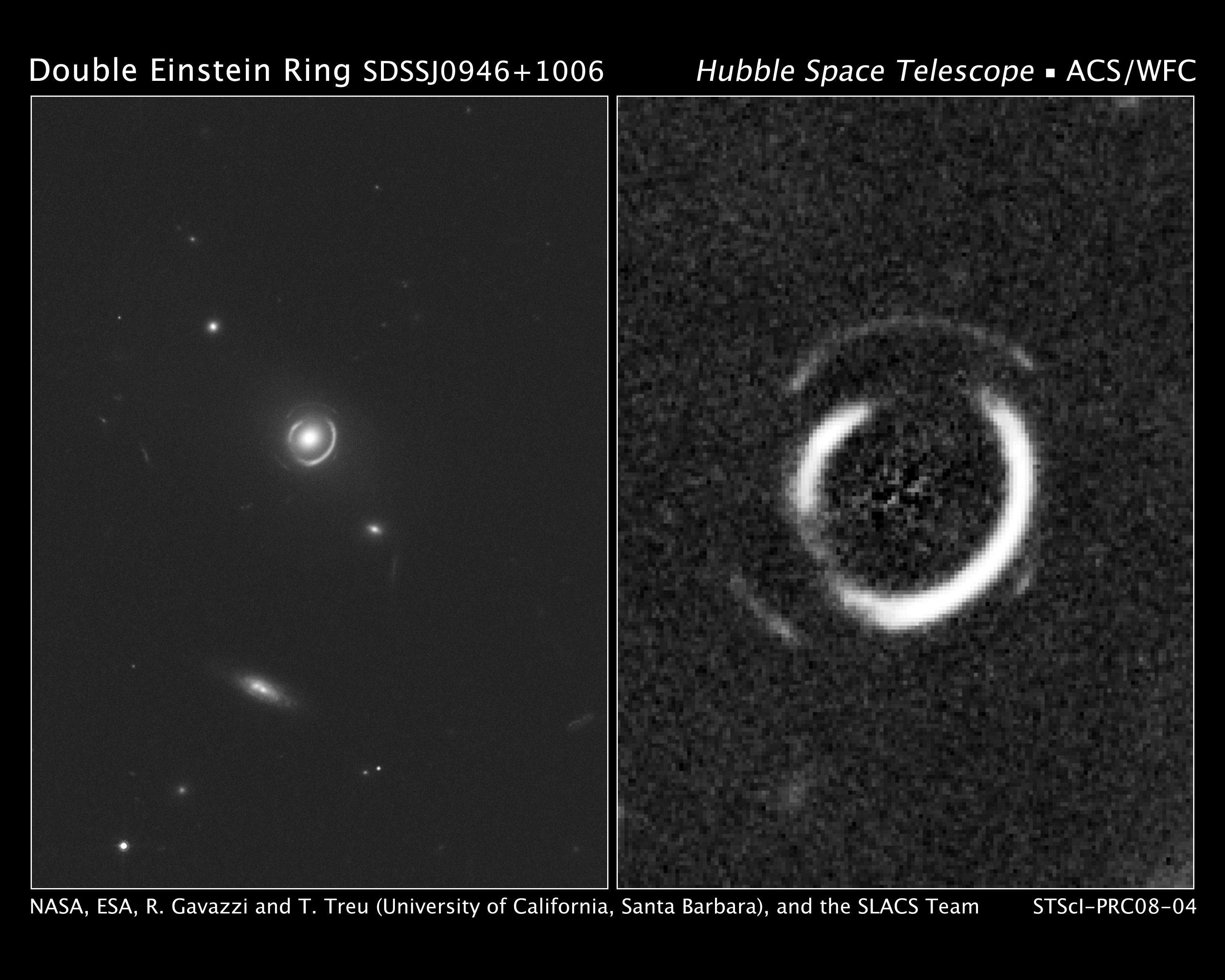
SDSSJ0946+1006 является примером двойного кольца Эйнштейна. Изображение получено HST/NASA/ESA

Рафаэль Гавацци из STScI и Томмасо Трю из Калифорнийского университета в Санта-Барбаре по данным телескопа Хаббл обнаружили двойное кольцо Эйнштейна. Излучение приходит от трёх галактик на расстоянии 3,6 и 11 млрд световых лет. Такие кольца помогают исследовать распределение тёмной материи, тёмной энергии, изучать природу далёких галактик и кривизну Вселенной. Шанс обнаружить такое кольцо оценивается как 1 к 10 000. Наличие 50 двойных колец позволит астрономам более точно определить распределение тёмной материи и уравнение состояния тёмной энергии.

### Моделирование

Кольца Эйнштейна вблизи чёрной дыры

Справа представлено изображение по данным моделирования прохождения чёрной дыры Шварцшильда в плоскости Млечного Пути между нами и центром Галактики. Первое кольцо Эйнштейна является очень сильно деформированным участком изображения и показывает галактический диск. При увеличении видна серия из 4 дополнительных колец с уменьшающейся шириной по мере приближения к тени чёрной дыры. Эти кольца также представляют собой изображения диска Галактики. Первое и третье кольцо соответствуют точкам за чёрной дырой (с точки зрения наблюдателя) и соответствуют яркой жёлтой области диска Галактики (ближе к центру), а второе и четвёртое кольцо соответствуют изображениям объектов за наблюдателем, кажущихся более голубыми из-за меньшей толщины галактического диска.

## Галерея

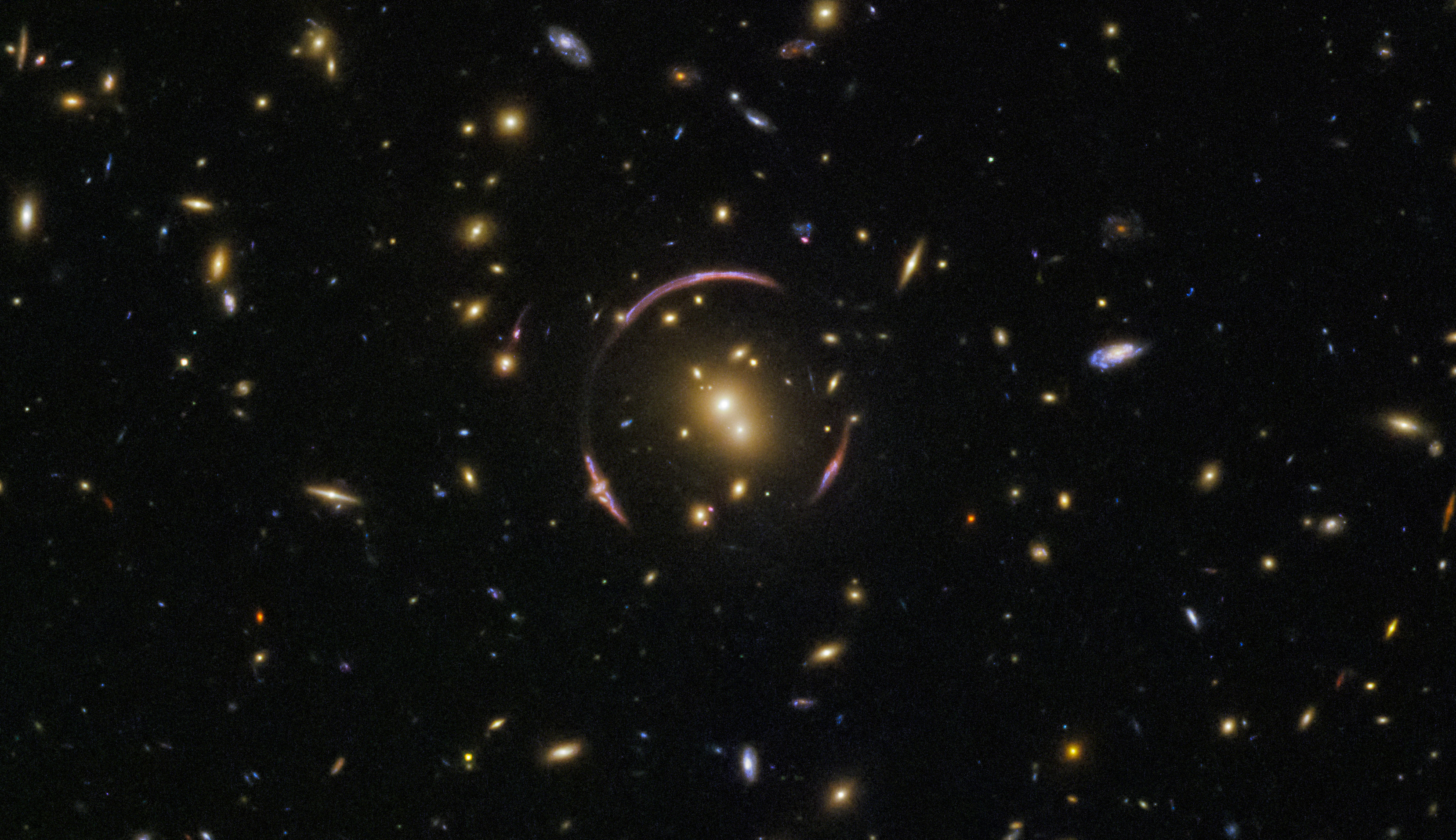
Арки вокруг SDSSJ0146-0929 представляют собой фрагменты кольца Эйнштейна.
Моделирование прохождения чёрной дыры перед галактикой